# 19. korpus (Kopenska vojska ZDA)
Za druge 19. korpuse glejte 19. korpus.
19. korpus (izvirno angleško XIX Corps) je bil korpus Kopenske vojske Združenih držav Amerike.

## Zgodovina
Korpus je bil ustanovljen s preoblikovanjem 3. oklepnega korpusa.